# Vernaccia di Oristano superiore
Il Vernaccia di Oristano superiore è un vino DOC la cui produzione è consentita nella provincia di Oristano.

## Caratteristiche organolettiche
- colore: giallo dorato ambrato.
- odore: profumo delicato alcolico con sfumature di fior di mandorlo.
- sapore: fine, sottile, caldo, con leggero e gradevole retrogusto di mandorle amare.

## Storia
La Vernaccia di Oristano superiore ha origini molto antiche tanto da ipotizzare la spontaneità della Vitis Vinifera.
Il suo nome deriva dal latino "Vernacula", vino del luogo e il primo cenno storico scritto risale al 1327, nel “Breve di Villa di Chiesa” libro di leggi conservato ad Iglesias.
Nel periodo Giudicale, grazie al volere di Eleonora d'Arborea si imposero con la "Carta de Logu" l'impianti di vitigni nei terreni incolti e severe leggi per la loro salvaguardia.
Alla fine del XIX secolo tutte le viti Europee, e quindi anche la Vernaccia di Oristano, vennero distrutte da un insetto parassita, la fillossera, che venne debellata con l'innesto su barbatelle di vite americana.

## Abbinamenti consigliati
- bagnet verd: acciughe dissalate in salsa verde[1]
- acciughe sotto sale, dissalate e poste sott'olio
- pasta d'acciughe
- sarago alla Vernaccia

## Produzione
Provincia, stagione, volume in ettolitri
- nessun dato disponibile